# Fantastic Baby
Fantastic Baby è un brano musicale del gruppo sudcoreano Big Bang, pubblicato il 7 marzo 2012 dall'etichetta YG Entertainment come sesta traccia del settimo EP Alive.

## Classifiche

### Classifiche settimanali
| Classifica (2012) | Posizione massima |
| ----------------- | ----------------- |
| Corea del Sud     | 3                 |

### Classifiche di fine anno
| Classifica (2012) | Posizione |
| ----------------- | --------- |
| Corea del Sud     | 5         |